# Ahnfeltiophycidae
Ahnfeltiophycidae, podrazred crvenih algi u razredu Florideophyceae. Postoji 12 priznatih vrsta uunutar dva reda kojermu pripadaju dva roda. Ime je došlo po rodu Ahnfeltia.

## Redovi i broj vrsta
1. Ahnfeltiales Maggs & Pueschel   11
2. Pihiellales J.M.Huisman, A.R.Sherwood and I.A.Abbott   1